# Petro Stebnyzkyj

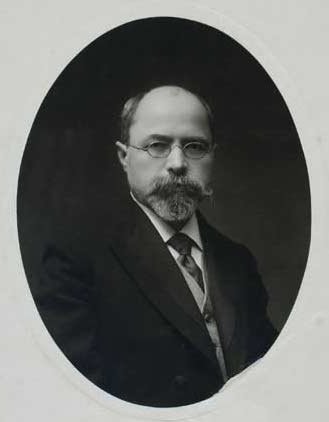
Petro Stebnyzkyj 1915

Petro Januarijowytsch Stebnyzkyj (ukrainisch Петро Януарійович Стебницький, russisch Пётр Януарьевич Стебницкий Pjotr Januarjewitsch Stebnizki; * 25. November 1862 in Horenytschi, Gouvernement Kiew, Russisches Kaiserreich; † 14. März 1923 in Kiew, Ukrainische SSR) war ein ukrainischer Politiker, Schriftsteller, Journalist und Publizist. Er war 1918 Bildungsminister des Ukrainischen Staates und schrieb auch unter den Pseudonymen P. Smutok, A. Irpensky, Malorossiianin, Maloross, P. Khmara, P.S. und S-ii.

## Leben
Petro Stebnyzkyj kam im Dorf Horenytschi im heutigen Rajon Kiew-Swjatoschyn der ukrainischen Oblast Kiew als Sohn des Dorfpfarrers Januarius Stebnyzkyj zur Welt. Er besuchte zunächst die örtliche Pfarrschule und machte im Anschluss am ersten Kiewer Gymnasium sein Abitur. Daran folgend studierte er ab 1881 an der Fakultät für Physik und Mathematik der St.-Wladimir-Universität Kiew, die er 1888 als Kandidat der mathematischen Wissenschaften absolvierte.
Nach seinem Umzug nach Sankt Petersburg arbeitete er dort zwischen 1889 und 1904 im Finanzministerium, wo er 30. Juli 1891 Stabsberater wurde, und von 1904 bis 1917 war er als Leiter der kaufmännischen Abteilung der Redaktion der Handels- und Telegraphenagentur tätig. Neben seiner Arbeit im Staatsdienst verfasste er für verschiedene Zeitungen Artikel zu wirtschaftlichen Themen und wurde mit der Zeit einer der führenden Persönlichkeiten der ukrainischen Gemeinde von Sankt Petersburg. So leitete die örtliche Filiale der Gesellschaft der ukrainischen Progressiven (Товариство Українських Поступовців „ТУП“). und gründete 1898 zusammen mit Oleksandr Lotozkyj die Wohltätige Gemeinschaft zur Veröffentlichung allgemein nützlicher und günstiger Bücher (Благодійне товариство видання загальнокорисних і дешевих книг Blahodijne towarystwo wydannja sahalnokorysnych i deschewych knyh), die in erster Linie ukrainische Literatur wie Werke von Taras Schewtschenko und die von M. Hruschewskyj herausgegebene Enzyklopädie Ukrainische Menschen in Vergangenheit und Gegenwart veröffentlichte. Zudem war er als Journalist für einige ukrainische Zeitungen tätig. Während der Russische Revolution von 1905 bis 1907 half er Abgeordneten der ukrainischen Fraktionen der 1. Staatsduma und 2. Staatsduma des Russischen Reiches.
Nach der Februarrevolution von 1917 war er Mitglied des Zentralkomitees der Ukrainischen Partei der Sozialisten und Föderalisten und im Juli 1917 wurde er von der ukrainischen Zentralna Rada zum Vorsitzenden des ukrainischen Nationalrats in Petrograd erklärt. In dieser Position war er bemüht, die Beziehungen zwischen der provisorischen Regierung und dem Generalsekretariat der ukrainischen Zentralna Rada zu normalisieren. Zwischen Juni und November 1917 war er in der provisorische Regierung Staatssekretär für ukrainische Angelegenheiten. Für die provisorische Regierung bereitete er, gemeinsam mit Oleksandr Lotozkyj, ein Memorandum über die dringende Befriedigung der nationalen Interessen des ukrainischen Volkes vor, welches er, in Anwesenheit des Ministerpräsidenten Georgi Lwow, dem ukrainischen Nationalrat unterbreitete.
Im Juni 1918 zog er in die Ukraine nach Kiew und führte dort mit führenden Persönlichkeiten der ukrainischen Nationalbewegung, darunter Mychajlo Hruschewskyj, Symon Petljura, Serhij Jefremow und Mykola Porsch, eine rege Korrespondenz. Man ernannte ihn am 16. Juli 1918 zum Senator des Verwaltungsgerichts des Senats. Im August 1918 war er stellvertretender Leiter der ukrainischen Delegation bei den Friedensverhandlungen mit Sowjetrussland. Am 24. Oktober wurde er, in Nachfolge von Mykola Wassylenko, von Hetman Pawlo Skoropadskyj zum Minister für Bildung und Kunst in der Regierung des Ukrainischen Staates von Fedir Lysohub ernannt. Auf diesem Posten, den er bis zum 14. November 1918 innehatte, unterzeichnete er unter anderem ein Dekret über die Gründung der Ukrainischen Akademie der Wissenschaften. Am 11. Januar 1919 wurde er vom Direktorium der Ukrainischen Volksrepublik zum höchsten Richter der Volksrepublik ernannt.
Nachdem die sowjetischen Truppen im Januar 1919 Kiew erobert und die Ukrainische Sozialistische Sowjetrepublik gegründet hatten, wurde Petro Stebnyzkyj bereits im Frühjahr 1919 Opfer von Repressionen der neuen Machthaber. Man durchsuchte seine Wohnung und inhaftierte ihn mit gewöhnlichen Kriminellen. Nach seiner Haftentlassung litt er in den folgenden Jahren an Auszehrung und erkrankte, sodass er seine letzten Lebensmonate in einem Krankenhaus in Petschersk verbrachte und schließlich 60-jährig in seiner Wohnung in der Wolodymyrska-Straße Nr. 37 starb.

## Ehrungen
- 1896 erhielt er die Silbermedaille zum Gedenken an Alexander III., die am Alexanderband auf der Brust getragen wurde.[3]
- 1908 wurde ihm das Recht, das Emblem des Finanzministeriums für Dienstleistungen in den Bereichen Handel und Landwirtschaft zu tragen, verliehen.[3]